# The Sims (trò chơi điện tử)

Bìa đĩa của trò chơi The Sims

The Sims là một trò chơi giả lập cuộc sống con người (simulation) được tạo ra bởi nhà thiết kế trò chơi máy tính Will Wright. Trò chơi được sản xuất bởi công ty Maxis và phân phối bởi Electronic Arts. Trò chơi giả lập các hoạt động và đời sống thường ngày của một hay nhiều người ảo (thường gọi tắt là sims) ở vùng ngoại thành gần SimCity. Trò chơi được phát hành lần đầu vào ngày 2 tháng 4 năm 2000. Đây là một trong những trò chơi được bán chạy nhất trong lịch sử. Sau khi phiên bản đầu tiên được phát hành, bảy phiên bản mở rộng của trò chơi được phát hành sau đó. Tiếp sau đó, The Sims 2 và The Sims 3 đã được phát hành cũng cùng với các phiên bản mở rộng của nó.

## Sơ lược
Khác với nhiều trò chơi khác mang tính chất thắng thua rõ rệt, The Sims không mang tính chất thắng thua như các trò chơi khác. The Sims chủ yếu tập trung vào cuộc sống của những con người ảo gọi là sims, đặt họ vào một thế giới ảo với các hoạt động sinh hoạt thường ngày giống thật như ăn, ngủ, nấu nướng, làm việc, đi học, đi vệ sinh... Người chơi có thể tùy biến các nhân vật (đầu tóc, quần áo, khuôn mặt...) cũng như xây dựng các ngôi nhà dành riêng cho nhân vật của mình.

## Thiết kế và cách chơi

### Hoạt động của các nhân vật
Người chơi được tự do chọn lựa và chơi trong môi trường tương tác giống thực tế. Do vậy, nhiệm vụ thực tế của trò chơi là quản lý thời gian cho nhân vật của mình đạt được các chỉ số cá nhân của nhân vật. Các nhân vật do người chơi điều khiển được trực tiếp tương tác với các vật dụng như TV, radio, máy vi tính... Ngoài ra, họ còn có thể được gặp các nhân vật ngoài đến nhà của nhân vật do mình điều khiển và không thể điều khiển các nhân vật ngoài mặc dù nó là điều quan trọng cho các sims (nhân vật) để tiếp xúc với người khác để phát triển cuộc sống xã hội.
Người chơi có thể tạo nên một hay nhiều gia đình (tối đa là 8 sim trong một gia đình) để điều khiển hoạt động của từng sim bằng cách nhấn vào ảnh hình vẽ của nhân vật. Các nhân vật có thể tự động làm việc theo ý họ muốn hoặc người chơi có thể điều khiển chúng. Đôi khi, sims có thể từ chối công việc mà người chơi đã yêu cầu tùy theo tâm trạng của nhân vật. Các nhân vật còn có các chỉ số như sức khỏe (body), logic... nhằm phục vụ yêu cầu của nghề nghiệp chọn lựa. Các công việc thường ngày như ăn, ngủ, tắm giặt... cần được thực hiện thường xuyên, nếu không, nhân vật đó có thể bị chết. Nếu các yêu cầu đó không được đáp ứng, nhân vật có thể gây hấn với các nhân vật khác như mắng hoặc thậm chí đánh chúng.
Tuy nhiên ở phiên bản The Sims này còn một số hạn chế như trẻ em không thể phát triển thành người lớn được. Trẻ em còn có thể tự học ở nhà, tức là không cần đến trường mà vẫn có thể tự học để tăng học lực. Các nhân vật trong trò chơi có thể chết do chết đói, chết đuối, chết do lửa thiêu, điện giật.
Những phiên bản đầu tiên của The Sims có những điểm còn rất hạn chế: trẻ em không thể phát triển thành người lớn, người lớn không bao giờ trở thành người già (hoặc chết vì tuổi già), không hề có khái niệm những ngày nghỉ ngơi cuối một tuần. Người lớn và trẻ em có thể dự định sẽ đi làm/đi học hàng ngày. Người lớn sẽ bị cảnh báo nếu nghỉ một ngày làm việc, và sẽ phải thôi việc nếu bỏ việc trong hai ngày liên tiếp trở lên. Trẻ em không cần đến trường mà vẫn có thể tự học ở nhà, vẫn có kiến thức rất tốt.
Có những cách phức tạp hơn để người chơi có thể giết chết một sim, như: điều khiển sim xuống bể bơi và xóa hết các bậc lên/xuống, điều khiển sim vào bất kỳ phòng nào và xóa tất cả các cửa ra/vào.

### Các giai đoạn của cuộc sống
Các nhân vật ở trong trò chơi bao gồm 3 giai đoạn chính: em bé (toddler), trẻ em (child) và thanh niên (adult). Khác với những phiên bản sau này, Sim ở The Sim không thể lớn theo thời gian. Em bé có thể phát triển thành trẻ em sau ba ngày, trẻ em không thể phát triển thành người lớn được. Điều này có nghĩa là trẻ em và người lớn vẫn có thể có một cuộc sống vô thời hạn.
Nhưng các người ảo có thể bị chết do các nguyên nhân khác nhau như: chết do bị lửa thiêu, chết đuối dưới bể bơi, chết đói, do bệnh tật khác... Trong phiên bản Livin' Large và các phiên bản mở rộng tiếp theo, Grim Reaper sẽ xuất hiện sau cái chết của một sim trong trò chơi. Nếu thân nhân của sim mà thắng được Rock, Paper, Scissors (oẳn tù xì), các sim chết sẽ được hồi sinh trở lại. Nếu người thân của các sim mà chết thì họ cũng sẽ chết và sẽ xuất hiện một tấm bia mộ ở đúng nơi người đó chết (người chơi có thể di dời bia mộ đi chỗ khác hoặc xóa đi), đôi khi các sim khác có thể dẫm vỡ tấm bia mộ khi quá cáu giận.

### Tính cách của Sim
Khi bắt đầu trò chơi, người chơi có thể tạo gia đình của riêng mình. Chính những đặc điểm này sẽ hiệu chỉnh những hành động của Sim. Những tính cách bao gồm: Neat (sự ngăn nắp), Outgoing (mong muốn hoạt động bên ngoài), Active (hoạt bát, năng động), Playful (thích vui đùa), Nice (tốt bụng).

### Thu nhập của một sim hay một gia đình
Sau khi mỗi gia đình được người chơi tạo ra xong xuôi, trò chơi sẽ tự nạp §20.000 cho gia đình đó (bất kể số lượng thành viên là nhiều hay ít). Số tiền này sẽ được sử dụng để xây dựng hoặc sửa sang nhà cửa, mua/bán đồ đạc và chi tiêu cho từng sim (tiền ăn uống và các tiền phí khác). Tất cả các tính năng kiến trúc và nội thất được quyết định bởi một hệ thống các viên gạch vuông, trong đó, mỗi đồ vật phải được đặt trên ít nhất một viên gạch, có thể xây được tối đa là 2 tầng (ngăn cách bởi một hay nhiều cầu thang bộ). Tường và hàng rào có thể xây thành đường thẳng hoặc đường chéo. Trong trò chơi có hơn khoảng 150 mặt hàng bao gồm các yếu tố kiến trúc (tường, hàng rào, lan can, thảm trải sàn, sơn tường) và đồ đạc nội/ngoại thất (đèn, đồ dùng trong phòng khách, phòng tắm, phòng ăn, phòng ngủ...). Các đồ đạc có thể đặt ở bất kỳ hướng nào nếu để ở giữa phòng, còn nếu để sát tường thì phải để sao cho đúng hướng: mặt trước quay ra ngoài không gian phòng, mặt sau quay vào trong tường. Nếu để sai hướng thì nhân vật sẽ không thể dùng được. Đồ vật trong trò chơi được đặt ở dưới sàn nhà, gắn trên tường hoặc đặt lên bàn ghế hay một đồ vật khác có kích cỡ lớn hơn.

## Các bản mở rộng của trò chơi The Sims
| Bản mở rộng            | Ngày ra mắt     | Diễn tả | Địa điểm mới                                        |
| ---------------------- | --------------- | --- | --------------------------------------------------- |
| The Sims: Livin' Large | Ngày 31/08/2000 | Nghề nghiệp mới, đồ dùng mới và chức năng mới cho ngôi nhà. | Neighborhood 2                                      |
| The Sims: House Party  | Ngày 02/04/2001 | Thêm khả năng tổ chức tiệc và họp mặt ngay tại nhà của Sim. | Không có                                            |
| The Sims: Hot Date     | Ngày 12/11/2001 | Các Sim có khả năng rời nhà và đến những địa điểm khác. Làm mới hệ thống quan hệ. Thêm khả năng giữ item trong inventory và tặng quà cho Sim. | Downtown với 10 tòa nhà mới                         |
| The Sims: Vacation     | Ngày 28/03/2002 | Cho phép Sim đi du lịch một trong ba địa điểm sau đây: một chuyến đi cắm trại, một khu nghỉ dưỡng mùa đông, hoặc một chuyến đi tắm biển. Đánh dấu lần đầu tiên Sim có thể ở xa nhà. Thêm khả năng lưu game khi ở địa điểm mới và cho phép Sim mua và tìm đồ lưu niệm. ở khách sạn, hoặc thuê lều và sống giữa môi trường hoang dã. | Vacation Island (địa điểm du lịch)                  |
| The Sims: Unleashed    | Ngày 07/11/2002 | Thêm thú cưng vào trò chơi. Chó và mèo được đối xử như Sims hơn là một đồ vật. Thêm khả năng làm vườn. Cho phép thay đổi khu vực công cộng thành cửa hàng, quán cà phê, hoặc những cơ sở kinh doanh khác. | Old Town                                            |
| The Sims: Superstar    | Ngày 13/05/2003 | Sim có thể trở thành những nhân vật giải trí. Người nổi tiếng có xuất hiện trong game dưới dạng NPC như Avril Lavigne, Marilyn Monroe hay Richie Sambora. Thêm nhiều đồ dùng cho công việc và thời gian rảnh. Lần đầu tiên, người chơi theo chân Sim đến nơi làm việc.                                                             | Studio Town (địa điểm làm việc của người nổi tiếng) |
| The Sims: Makin' Magic | Ngày 29/10/2003 | Thêm ma thuật vào trò chơi và cho phép Sim xài phép, yểm bùa và mua nguyên liệu ma thuật. Thêm khả năng nướng và làm rượu. | Magic Town                                          |